# Punta dell'Aquila
La Punta dell'Aquila è una montagna delle Alpi Cozie alta 2.119 m situata tra la Val Sangone e la Val Chisone; interessa i comuni di Giaveno e di Pinasca, entrambi in Provincia di Torino.

## Descrizione
La montagna è un'allungata sommità sul crinale spartiacque Chisone-Sangone. Ad est la larga insellatura del Colle dell'Aquila (2.060 m) la separa dal vicino Monte Cugno dell'Alpet (2.072 m), mentre andando verso ovest la prima elevazione di una certa importanza che si incontra è il Monte Uja (2.159 m).
Le pendici sono coperte di prati colonizzati da bassi cespuglieti. Sul Colle dell'Aquila sorge una cappella dedicata alla Madonna della Pace, inaugurata nel 1926.

## Storia
Sulle pendici settentrionali dell'Aquila nel 1898, con partenza dalla frazione Pra Fieul, incominciò la pratica dello sci alpinismo in Italia. Nel 1898 infatti Adolfo Kind, un industriale svizzero, usò per la prima volta gli sci sulle montagne italiane facendo seguito ad una precedente dimostrazione avvenuta a Torino al parco del Valentino. Una targa metallica affissa sulla facciata della cappella della Madonna della Pace ricorda l'avvenimento. Fino ai primi anni novanta del Novecento, sul versante che guarda verso la Val Sangone era attivo un impianto di risalita. Più precisamente gli impianti chiusero definitivamente nel 1994, causa crisi economica e scarsa neve per alcune stagioni consecutive. Sono tuttora presenti la stazione di arrivo del Pian delle Lese e i vecchi piloni degli skilift e della funivia, anche se in stato di totale abbandono.

## Escursionismo e sci

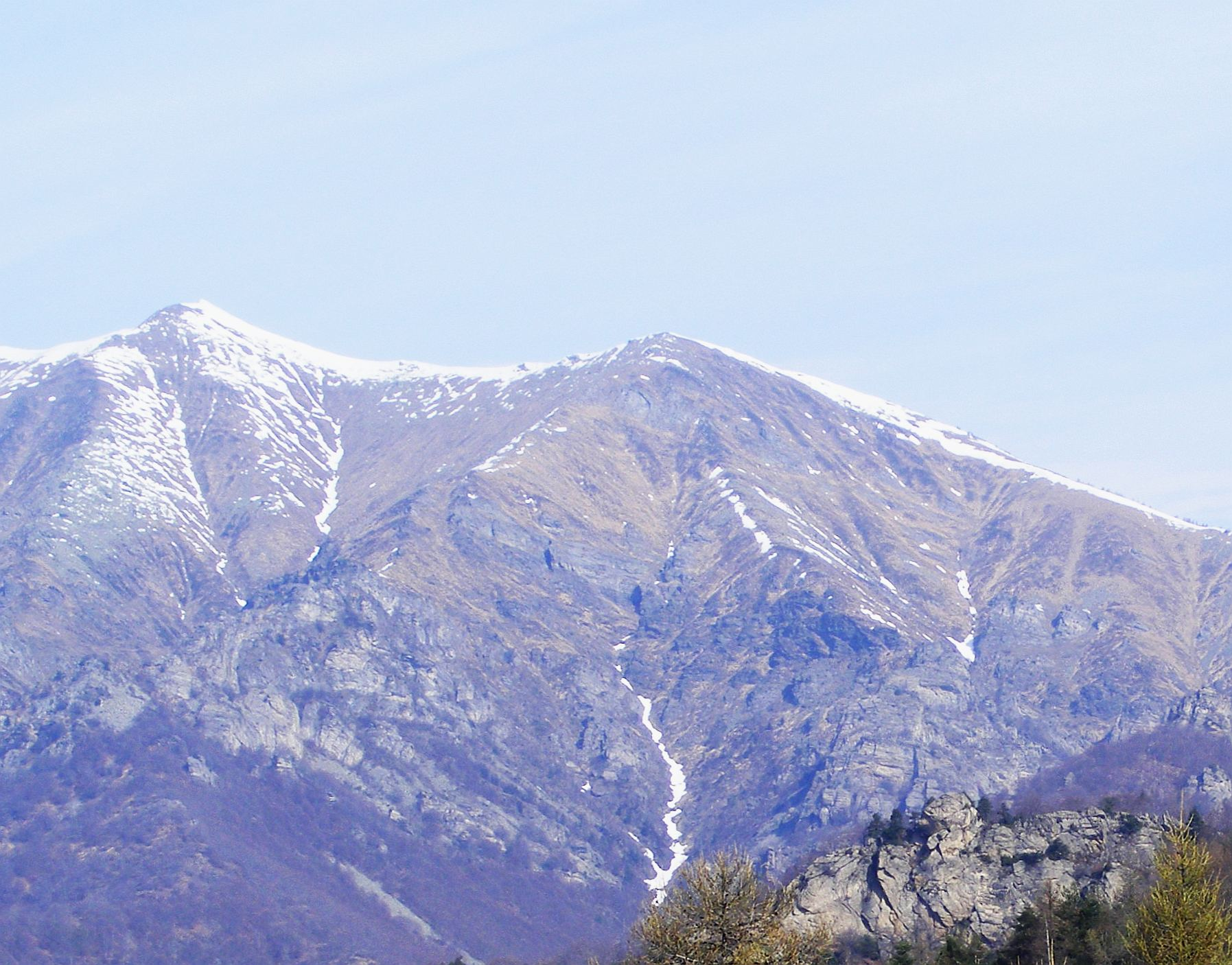
L'Aquila (a sin.) e il Cugno dell'Alpet dal Colle del Crò (San Pietro Val Lemina)

La via di salita dall'Alpe Colombino (1.261 m), per strada sterrata e sentiero, è frequentata in tutte le stagioni. Parzialmente percorribile con la mountain bike, è utilizzata anche per la pratica dello sci alpinismo e con le ciaspole. Gli amanti del parapendio se ne servono come punto di decollo. A piedi la Punta dell'Aquila è anche raggiungibile per cresta seguendo le tracce di sentiero che la collegano con il vicino Monte Cugno dell'Alpet (2.072 m) e con l'Uja (2.159 m).

## Riferimenti
- Carta Tecnica Regionale raster 1:10.000 della Regione Piemonte - 1999
- La Bassa Valle di Susa e la Valle Sangone, Vittorio Avondo e Beppe Torassa, L'Arciere Editore, Cuneo, 1990